# Tahiryuaq, Nunavut
Tahiryuaq är en sjö i Kanada.   Den ligger i territoriet Nunavut, i den norra delen av landet, 3 100 km nordväst om huvudstaden Ottawa. Tahiryuaq ligger 11 meter över havet. Arean är 588 kvadratkilometer. Den sträcker sig 13,6 kilometer i nord-sydlig riktning, och 39,1 kilometer i öst-västlig riktning.
Trakten runt Tahiryuaq består i huvudsak av gräsmarker. Trakten runt Tahiryuaq är nära nog obefolkad, med mindre än två invånare per kvadratkilometer.